# Präoperatives Clipping

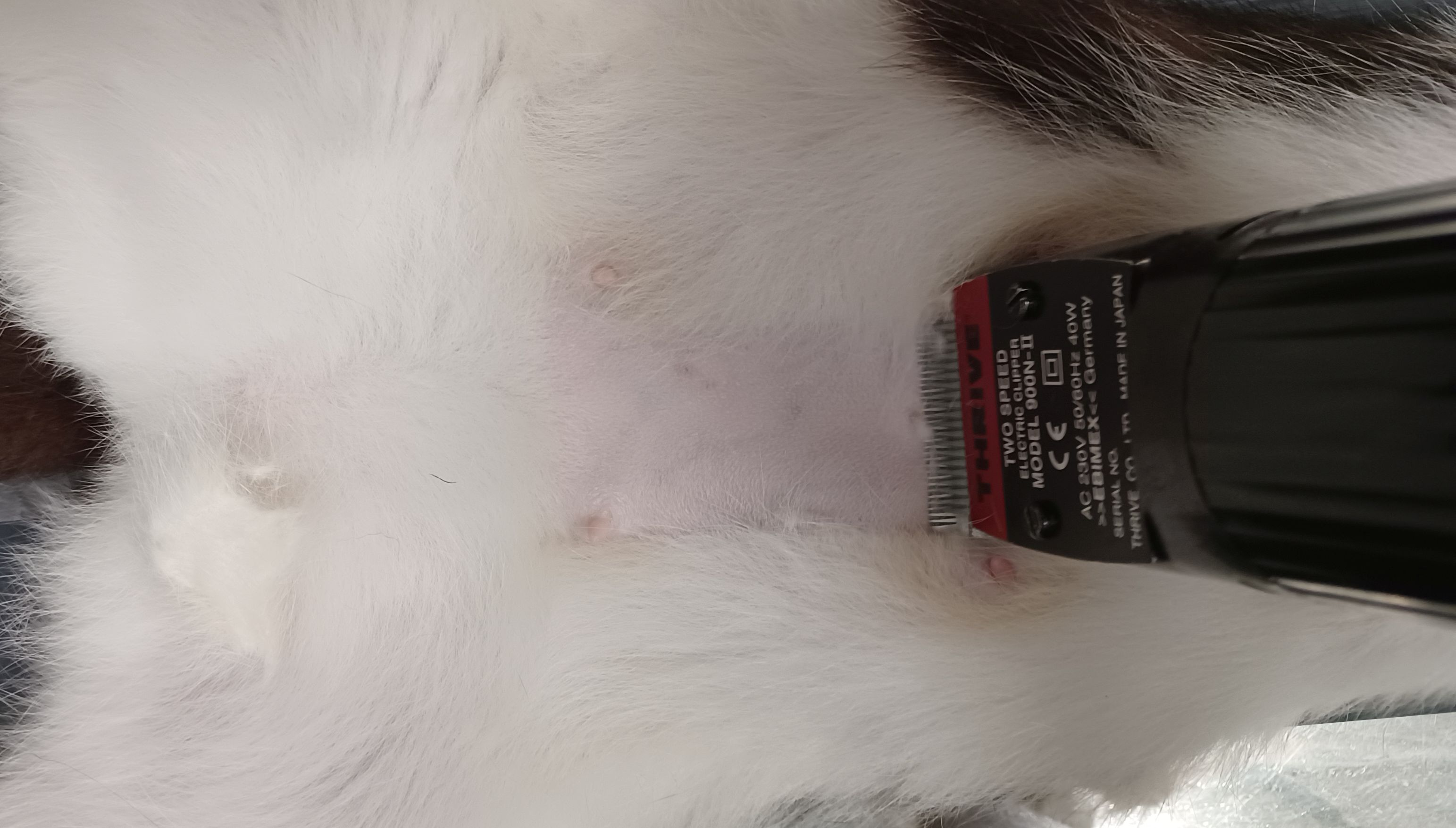
Präoperatives Clipping einer weiblichen Katze zur Vorbereitung einer Kastration

Präoperatives Clipping bezeichnet den Vorgang einer Haarentfernung in einem Situs (Operationsgebiet) vor der eigentlichen Operation, ohne dass rasiert wird. Bestehende Behaarung soll aus hygienischen Gründen entfernt werden, ohne dass dabei Mikrotraumen (kleine Verletzungen) gesetzt werden. Beim Rasieren fährt eine Klinge üblicherweise unmittelbar über die Haut, so dass diese häufig verletzt wird. Damit besteht potentiell die Gefahr von Keimeintragungen und somit von Infektionen. Beim Clipping wird das Haar geplant 1 mm oberhalb des Hautniveaus durchtrennt. Die KRINKO empfiehlt das Kürzen von Haaren vor Operationen und rät, vorab den betroffenen Bereich zu reinigen und für das gesamte Prozedere einen organisatorisch günstigen Zeitpunkt zu wählen. Die Empfehlung zum präoperativen Clipping entspricht einer Kategorie-II-Empfehlung der KRINKO. Das präoperative Clipping ist auch die häufigate Indikation für das Scheren von Tieren in der Tiermedizin.